# Stefano Borgonovo
Stefano Borgonovo (Giussano, 17 de março de 1964 - Florença, 27 de junho de 2013) foi um futebolista e treinador de futebol italiano, que atuava como atacante. 
Iniciou a sua carreira em 1981, no Como. Em 1984, aos vinte anos, foi emprestado ao Sambenedettese, onde marcou 13 gols em 33 jogos. Retornou ao Como em 1985, deixando de vez o clube no ano seguinte, contratado pelo Milan. Sem espaço no time titular dos rossoneri, foi cedido novamente por empréstimo, primeiro para o Como, onde havia iniciado a carreira, e em seguida para a Fiorentina, onde atuaria ao lado de Roberto Baggio.
Borgonovo retornou ao Milan em 1989, mas, apesar de ter feito parte do elenco que foi campeão europeu, soube que o técnico Arrigo Sacchi declarou que o atacante não estava em seus planos, e deixou a equipe em 1990, retornando à Fiorentina, onde marcaria cinco gols em 41 jogos. Em 1992, assinou com o Pescara, onde viveu seus últimos bons momentos como jogador, marcando vinte gols em 46 partidas.
Contratado pela Udinese em 1993, foi liberado outra vez por empréstimo, desta vez para o  Brescia, atuando em apenas sete partidas. Encerrou a carreira em 1996.

## Carreira de técnico
Após encerrar a carreira de jogador, Borgonovo engatou uma carreira de treinador, tendo comandado as categorias de base do Como até 2005, quando foi obrigado a abandonar a função por problemas de saúde.

## Seleção
Pela Seleção Italiana de Futebol, Borgonovo jogou apenas três partidas, todas em 1989. Antes, havia passado pelas categorias sub-21 e sub-23.

## Luta contra a esclerose lateral amiotrófica
Em 2008, descobriu que tinha esclerose lateral amiotrófica (ELA, ou doença de Lou Gehrig), doença degenerativa que mata todas as células nervosas da medula espinhal e do cérebro.
Mesmo debilitado, Borgonovo escreveu a autobiografia "Attacante nato", usando apenas os olhos por meio de um computador especial, e assinava ainda colunas no jornal La Gazzetta dello Sport. Seu último ato foi criar uma fundação com seu nome, que ajudaria vítimas da esclerose lateral amiotrófica.
Stefano morreu em 27 de junho de 2013, em Florença. A causa da morte não foi divulgada, e em homenagem, a Itália jogou com braçadeiras pretas na partida contra a Espanha, pela semifinal da Copa das Confederações de 2013, vencida pela "Fúria" nos pênaltis.